# Centro Oriental Rio-Grandense
Centro Oriental Rio-Grandense è una mesoregione del Rio Grande do Sul in Brasile.
È una suddivisione creata puramente per fini statistici, pertanto non è un'entità politica o amministrativa.

## Microregioni
È suddivisa in 3 microregioni per un totale di 54 comuni:
- Cachoeira do Sul
- Lajeado-Estrela
- Santa Cruz do Sul